# Kanton Naves
 Naves  is een kanton van het Franse departement Corrèze. Het kanton maakt deel uit van het arrondissement  Tulle.  

Het telt 11.461 inwoners in 2018.

Het kanton werd gevormd ingevolge het decreet van 24  februari 2014 met uitwerking op 22 maart 2015.

## Gemeenten
Het kanton Naves omvat volgende 13 gemeenten:
- Les Angles-sur-Corrèze
- Bar
- Chameyrat
- Corrèze
- Favars
- Gimel-les-Cascades
- Meyrignac-l'Église
- Naves
- Orliac-de-Bar
- Saint-Augustin
- Saint-Germain-les-Vergnes
- Saint-Hilaire-Peyroux
- Saint-Mexant